# Connie Britton
Constance Elaine „Connie“ Britton (rozená Womack, * 6. března 1967, Boston, USA) je americká herečka, zpěvačka a televizní producentka.

## Život
Poprvé se před kamerou objevila v roce 1995 v nezávislém komediálním drama Brothers McMullen. Následující rok byla obsazena jako Nikki Faber v sitcomu American Broadcasting Company Spin City (1996–⁠2000). Později hrála v televizním seriálu The Fighting Fitzgeralds (2001). Nejvíce se proslavila ve filmech Světla páteční noci (2004) a The Last Winter (2006). Za ztvárnění role Tami Taylorové na NBC / DirecTV seriálu Světla páteční noci získala pozitivní ohlasy. Za tuto roli byla nominována na cenu Emmy v kategorii významné vedoucí herečky v činoherním seriálu. V roce 2011 ztvárnila roli Vivien Harmon v první řadě seriálového hororového dramatu American Horror Story, za kterou byla nominována na cenu Emmy za vynikající herecký výkon.